# Església de Sant'Agnese in Agone
L'església de Sant'Agnese in Agone és un edifici italià de culte catòlic. Es troba a la Piazza Navona de Roma i està dedicada a Santa Agnès al lloc on, segons la llegenda, va patir el martiri.

## Història
L'església, que fou reedificada a l'indret de l'antiga basílica dedicada a la màrtir per Calixt II, es va construir al seu torn on ja s'havia construït una petita església al lloc del martiri, ja esmentada cap a finals del segle viii de l'Itinerari Einsidlense, va tenir un primer projecte dissenyat el 1652 per Girolamo Rainaldi en estil barroc. El client va ser Innocenci X Pamphili, el monument funerari del qual es troba a l'interior de l'església. La família tenia grans possessions a la plaça i l'església devia ser una mena de capella privada adossada al palau familiar situat al costat.
En els anys 1653-1657 les obres van continuar sota la direcció de Francesco Borromini. Borromini va canviar parcialment el projecte original; entre altres coses va augmentar la distància entre les dues torres integrades a la façana i va dissenyar la disposició de la façana còncava per donar més protagonisme a la cúpula. El 1672 la construcció va ser completada per Carlo Rainaldi, el fill de l'arquitecte que havia començat l'obra. Va ser restaurat als anys 2000 per iniciativa del rector Gianni Todescato, que també la va reobrir al públic i el va utilitzar com a sala de concerts.

## Descripció

### Exterior
La façana de l'església, caracteritzada per la seva decoració a la part central i per les parts laterals corbes, es troba entre els dos campanars, culminant tots dos amb una coberta cònica que porta creus. A la façana, desproveïda de decoracions diferents de les garlandes entre les pliastres, hi ha tres portals, amb el central més gran que els altres.
La cúpula, obra de Giovanni Maria Baratta (tambor) i Carlo Rainaldi (llanterna), està decorada a la base amb parells de pilars corintis alternats amb grans finestrals rectangulars.

### Interior
A l'interior l'església té planta de creu grega; els quatre braços curts de la nau, l'absis i els creuers, ricament decorats amb estuc daurat a les voltes, es troben a l' octàgon central , en el qual hi ha quatre altars dedicats a Sant'Alessio (1r a la dreta), Santa Emerenziana ( 2a a la dreta), Sant'Eustachio (1a a l'esquerra) i Santa Cecília (2a a l'esquerra), amb retaules i estàtues de marbre respectivament de Giovanni Francesco Rossi, Leonardo Reti, Melchiorre Cafà i Antonio Raggi. Les columnes que les emmarquen són de marbre vermell de Cottanello. Els transseptes estan dedicats a Sant'Agnese (a la dreta, amb una estàtua d'Ercole Ferrata), i a Sant Sebastià (a l'esquerra, amb una estàtua de Pier Paolo Campi). Les perspectives de marbre accelerades són de Costanzo de Peris.
Els plomalls de la cúpula, pintats entre 1667 i 1671 per Giovan Battista Gaulli conegut com Baciccio, estan dedicats a les quatre virtuts cardinals; el fresc de la cúpula, però, obra de Ciro Ferri i Sebastiano Corbellini que el van completar, representa Santa Agnès introduïda a la Glòria del Paradís.
Un altre quadre important es troba a la volta de la sagristia i representa la Glòria de Santa Agnès i és obra de Paolo Gismondi.
El soterrani, creat a partir d'un antic oratori medieval, alberga a l'altar El Miracle dels cabells de Santa Agnès, un relleu de marbre d'Alessandro Algardi.

### Altar major
L'altar major va ser construït entre 1720 i 1724 a partir d'un disseny de Carlo Rainaldi i alberga el retaule de la Sagrada Família de Domenico Guidi. L'elevació de l'altar està construïda sobre quatre columnes estriades en marbre verd antic procedent de l'Arc de Marc Aureli al Corso; les columnes acaben amb capitells compostos en marbre de fulles daurades, que sostenen l'entaulament curvilini. El timpà està coronat per dos àngels d'estuc que porten el colom amb la palma símbol del martiri. Al centre, tres àngels sostenen el rotlle amb l'escriptura extreta de l'Evangeli "entre els nascuts de dona no hi ha cap més gran que Joan", frase que també es vincula a Giovanni Battista Pamphilj que va voler que l'altar fos dedicat al sant el nom del qual portava.
Inicialment l'altar havia d'estar dedicat a Santa Agnès i el retaule havia de contenir el miracle de Santa Agnès que ressuscita Procopi assassinat pel diable amb la pregària. Després de la mort d'Alessandro Algardi, que havia estat encarregat de la construcció, Ercole Ferrata i Domenico Guidi van rebre l'encàrrec de crear el gran model d'estuc conforme al preparat per Algardi. Posteriorment, però, es va decidir dedicar al sant ja no l'altar absidal sinó la capella del costat nord, i es va decidir dedicar el retaule absidal a les dues Sagrades Famílies (la de Maria, Josep i Jesús i la de Elisabet, Zacaries i Joan). Al centre de la composició, el petit Joan Baptista mostra a Jesús un rotlle enrotllat. Jesús, recolzat per la Verge darrere seu, és inundat per la llum de l'Esperit Sant. A dalt, querubins, àngels i querubins revolotegen entre branquetes d'olivera i s'estenen rams de dàtils.

### Els orgues de tubs
A l'església hi ha dos orgues de tubs. El principal està situat al cor de la contrafaçana ; va ser construït per la companyia Walcker el 1913 per substituir un orgue més antic de 1673 encarregat pel cardenal Giovanni Battista Pamphilj i creat pel flamenc Guglielmo Hermans , del qual conserva la caixa i els tubs frontals; va ser ampliat i equipat amb una nova consola el 2013 per Saverio Anselmi Tamburini. Actualment l'orgue té 18 registres en dos manuals i pedal. El segon instrument és un orgue positiu de la dècada de 1850 , obra de Pasquale Giantosca, vas reconstruït l' any 2004 per Carlo Soracco.

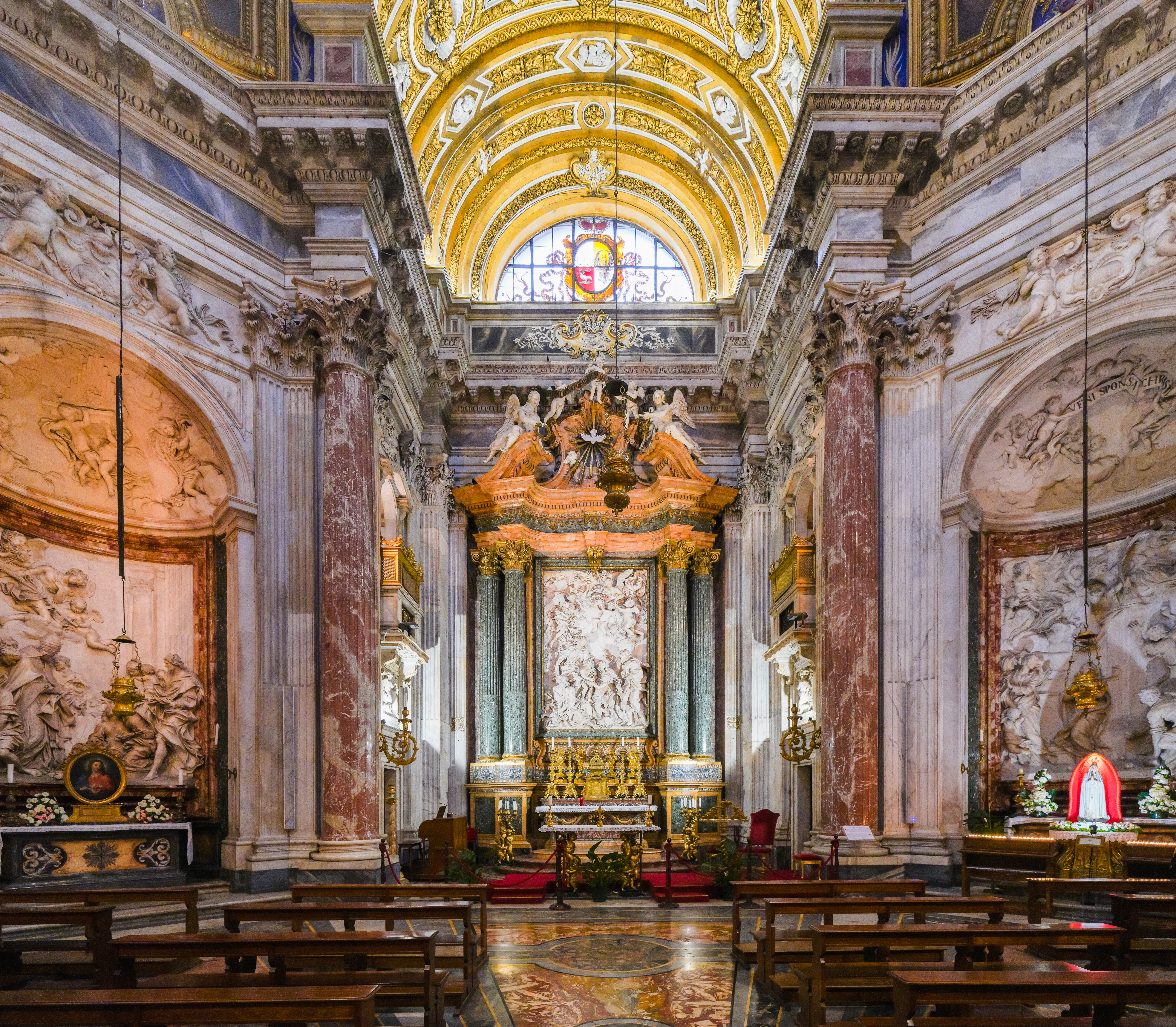
Interior
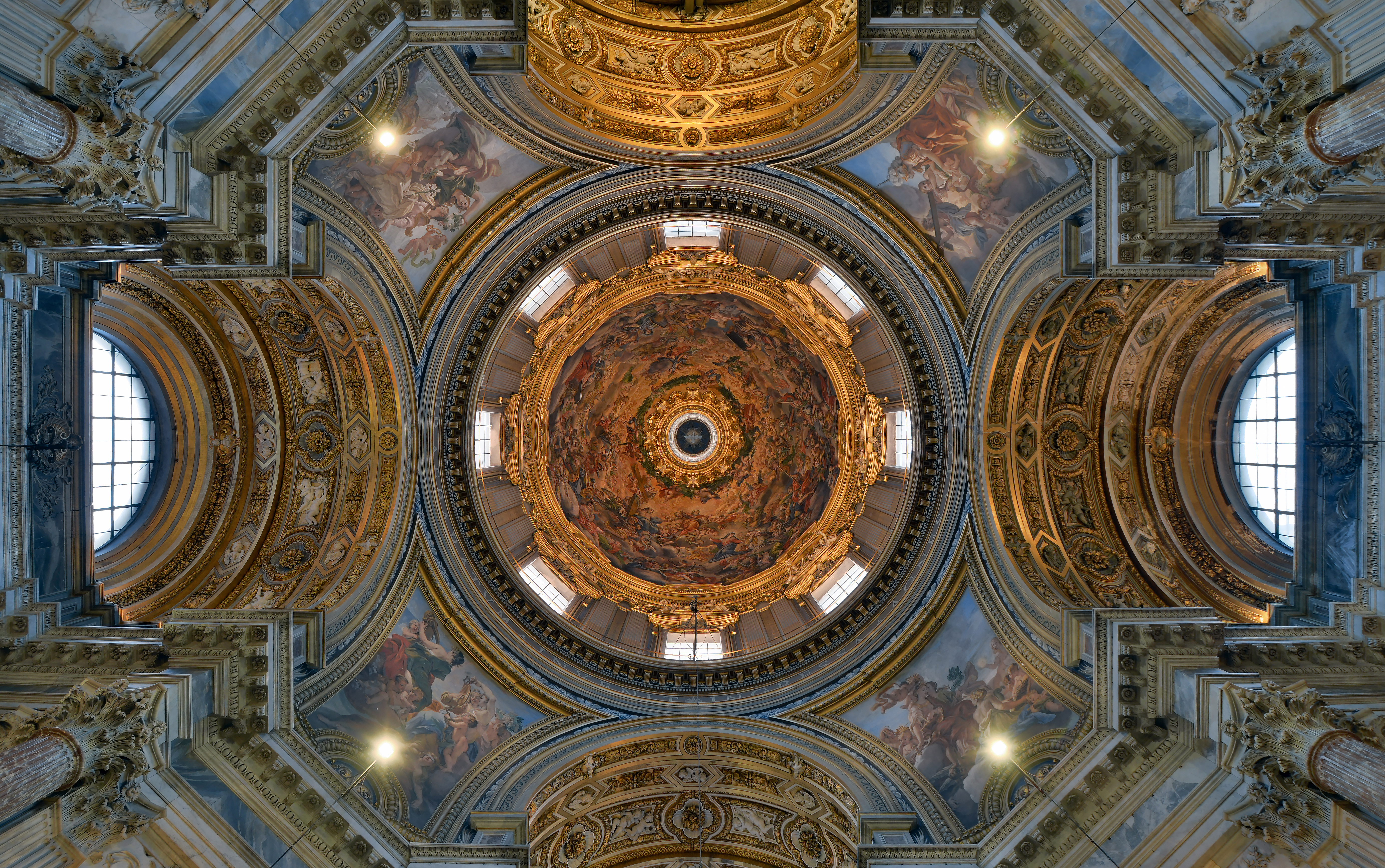
Interior de la cúpula
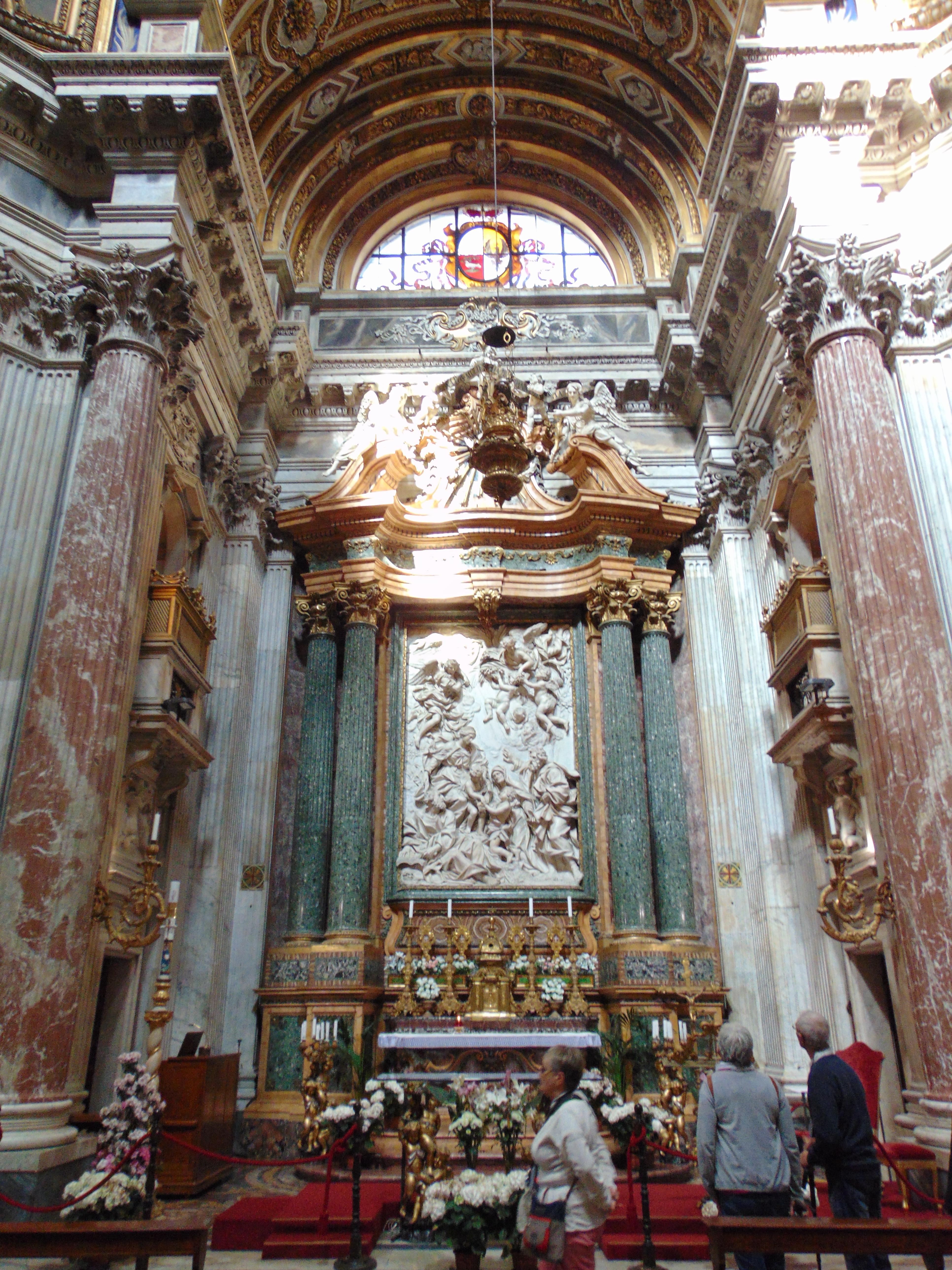
Altar major
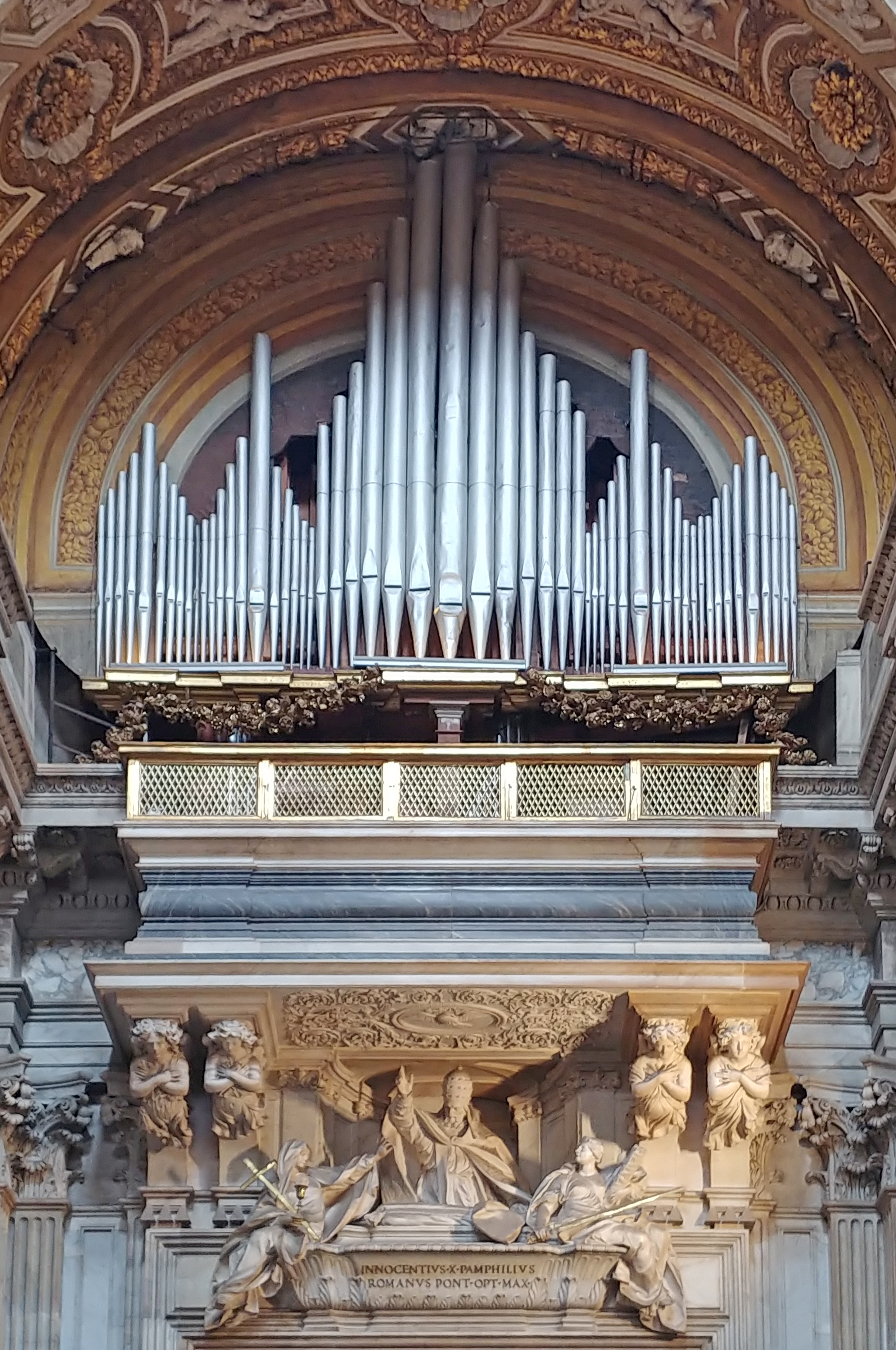
Orgue major i tomba d'Innocenci X

## Llegenda
Hi ha algunes llegendes vinculades a la propera Font dels Quatre Rius, situada davant de l'església de Sant'Agnese in Agone, que la tradició popular atribueix a la rivalitat entre Gian Lorenzo Bernini i Francesco Borromini. Per exemple, es creu que l'estàtua del Riu de la Plata aixeca el braç per por que l'església s'esfondri i que l'estàtua del Nil també li tapa la cara per no haver de veure-la. Es tracta d'una llegenda senzilla, ja que la font va ser construïda davant l'església, entre 1648 i 1651, mentre que Borromini va arribar al lloc de construcció de Sant'Agnese cap al 1653. De fet, l'estàtua que representa el riu Nil li cobreix la cara perquè en aquell moment no se'n coneixien les fonts.

## El títol cardenalici
Sant'Agnese in Agone (llatí: Diaconia Sanctæ Agnetis in Agone) és un títol cardenalici instituït pel papa Lleó X el 6 de juliol de 1517 quan, en ocasió del consistori de l'1 de juliol de 1517, augmentà notablement el nombre de cardenals. Va ser suspès pel papa Innocenci XI el 5 d'octubre de 1654 i va ser transferit al de Sant'Agnese fuori le mura.
El 21 de febrer de 1998 el papa Joan Pau II el va tornar a reactivar com a diaconia.

### Titulars
- Benedetto Caetani, diaconia pro illa vice (22 de setembre de 1291 - 24 de desembre de 1294 elegit papa Bonifaci VIII)
- Vacante (1294 - 1517)
- Andrea della Valle (6 de juliol de 1517 - 27 de març de 1525 nomenat cardenal prevere de Santa Prisca)
- Vacante (1525 - 1533)
- Claude de Longwy de Givry (10 de novembre de 1533 - 9 d'agost de 1561 mort)
- Pier Francesco Ferrero (10 de novembre de 1561 - 7 d'octubre de 1565 nomenat cardenal prevere de Sant'Anastasia)
- Vacante (1565 - 1570)
- Carlo Grassi (9 de juny de 1570 - 25 de març de 1571 mort)
- Vacante (1571 - 1587)
- Antonio Maria Galli (14 de gener de 1587 - 30 d'agost de 1600 nomenat cardenal prevere de Santa Prassede)
- Vacante (1600 - 1605)
- Jacques du Perron (7 de gener de 1605 - 5 de setembre de 1618 mort)
- Vacante (1618 - 1621)
- Andrea Baroni Peretti Montalto (5 de maig de 1621 - 24 d'octubre de 1621 nomenat cardenal prevere de San Lorenzo in Lucina)
- Ottavio Ridolfi (26 d'octubre de 1622 - 7 d'octubre de 1623 nomenat cardenal prevere de Sant'Agata alla Suburra)
- Vacante (1623 - 1628)
- Girolamo Colonna (28 de febrer de 1628 - 27 de juny de 1639 nomenat cardenal diaca de Santa Maria in Cosmedin)
- Girolamo Verospi (10 de febrer de 1642 - 5 de gener de 1652 mort)
- Baccio Aldobrandini (12 de març de 1652 - 5 d'octubre de 1654 nomenat cardenal prevere de Sant'Agnese fuori le Mura)
- Títol suprimit el 1654

### Titulars de la diaconia
- Lorenzo Antonetti (21 de febrer de 1998 - 1 de març de 2008); títol pro hac vice (1 de març de 2008 - 10 d'abril de 2013 mort)
- Gerhard Ludwig Müller, dal 22 de febrer de 2014; títol pro hac vice des del 1 de juliol de 2024